# Jeff Wright (skoczek narciarski)
Jeff Wright (ur. 16 lutego 1952, zm. 5 stycznia 1975 w Hanover, New Hampshire) – amerykański skoczek narciarski. Uczestnik mistrzostw świata w lotach narciarskich (1973), były rekordzista Stanów Zjednoczonych w długości skoku narciarskiego.

## Przebieg kariery
W marcu 1973 w Oberstdorfie wziął udział w Mistrzostwach Świata w Lotach Narciarskich 1973. Po skokach na odległość 145 i 97 metrów został sklasyfikowany na 33. pozycji. Jego wynik z pierwszej serii był jednocześnie ówczesnym rekordem Stanów Zjednoczonych w długości skoku narciarskiego.
Dwukrotnie brał udział w Turnieju Czterech Skoczni – w 21. edycji z dorobkiem 599,3 pkt. zajął 75. miejsce (w pojedynczym konkursie najwyżej był 48. w Innsbrucku), a 22. edycji, zdobywając w sumie 586,7 pkt., był 77. (z poszczególnych zawodów najwyższą, bo 71. pozycję, zajął w Garmisch-Partenkirchen).
Na arenie międzynarodowej startował również m.in. w konkursach w Le Brassus, Ironwood, Falun, Lahti i Québecu. 7 kwietnia 1973 w Québecu w konkursie międzynarodowym i 3 lutego 1973 w Ironwood w zawodach lotów narciarskich plasował się na 4. miejscach.
5 stycznia 1975 podczas skoku treningowego na przebudowanej skoczni Harris Hill w Brattleboro w stanie Vermont stracił równowagę w locie i upadł, uderzając w zeskok głową. Po wypadku nieprzytomnego i krwawiącego Wrighta przewieziono do miejscowego szpitala. Tam lekarze zdecydowali o przetransportowaniu go do lepiej wyposażonego szpitala Mary Hitchcock Memorial Hospital na uczelni Dartmouth College w Hannoverze w stanie New Hampshire. Najprawdopodobniej w trakcie transportu Wright zmarł, a powodem jego śmierci był uraz szyi.